# XII. sjezd KSČ
XII. sjezd KSČ byl sjezd tehdy vládnoucí Komunistické strany Československa konaný v ČSSR roku 1962.
Sjezd se odehrával ve dnech 4. – 8. prosince 1962. Konal se v Praze. Účastnilo se ho 1662 delegátů, kteří zastupovali 1 680 819 tehdejších členů KSČ. Prvním tajemníkem strany byl zvolen Antonín Novotný, předsedou Ústřední kontrolní a revizní komise se stal Pavel Hron. Sjezd zvolil 97 členů a 50 kandidátů Ústředního výboru Komunistické strany Československa.
Sjezd se odehrával v době po přijetí nové ústavy z roku 1960, kdy byla výstavba socialismu v Československu prohlášena za dovršenou a oficiální název státu změněn na Československou socialistickou republiku. Sjezd probíhal v optimistickém duchu pod vlivem proklamací sovětského vůdce Nikity Sergejeviče Chruščova o brzkém dosažení komunismu a předstižení Západu. Sjezd KSČ rovněž umožnil některé liberalizační náznaky. V návaznosti na sjezd byla založena takzvaná Kolderova komise (vedl ji Drahomír Kolder), která v následující době provedla rehabilitaci některých komunistů stíhaných v politických procesech 50. let.